# Euphorbia aureoviridiflora
Euphorbia aureoviridiflora es una especie fanerógama perteneciente a la familia Euphorbiaceae.

## Hábitat y distribución
Es endémica de Madagascar. Su hábitat natural son las áreas rocosas. Está tratada por pérdida de hábitat.
La especie es poco conocido y sus relaciones con Euphorbia iharanae, Euphorbia capmanambatoensis y Euphorbia caput-aureum han de ser estudiadas. Se sabe sólo de la que se encuentra en Montagne des Francais, pero también puede producirse más al sur. El único hábitat en el que E. aureoviridiflora se puede encontrar, se ve amenazada por los incendios. No hay medidas actuales para proteger a esta especie, lo que ocurre fuera de la zona norte de las reservas.

## Taxonomía
Euphorbia aureoviridiflora fue descrito por (Rauh) Rauh y publicado en Collectanea Botanica a Barcinonensi Botanico Instituto Edita 21: 207. 1992.
Etimología
Euphorbia: nombre genérico que deriva del médico griego del rey Juba II de Mauritania (52 a 50 a. C. - 23), Euphorbus, en su honor – o en alusión a su gran vientre – ya que usaba médicamente Euphorbia resinifera. En 1753 Carlos Linneo asignó el nombre a todo el género.
aureoviridiflora: epíteto latino que significa "con flores verdes doradas".
Sinonimia
- Euphorbia neohumbertii var. aureoviridiflora Rauh[8]